# جيسيكا هولمز (صحفية)
جيسيكا هولمز (بالإنجليزية: Jessica Holmes)‏ هي صحفية أمريكية، ولدت في 17 نوفمبر 1976 في كليفلاند في الولايات المتحدة.

## وصلات خارجية
- الموقع الرسمي
- جيسيكا هولمز على موقع IMDb (الإنجليزية)